# 巴塔卡
巴塔卡（Bataka）是加勒比海岛国多米尼克东海岸的一个村庄。由圣大卫区负责管辖，属于加勒比人领地的一部分，位于帕瓜湾和萨利比亚之间。